# Indigofera nesophila
Indigofera nesophila är en ärtväxtart som beskrevs av Lievens och Lowell Edward Urbatsch. Indigofera nesophila ingår i släktet indigosläktet, och familjen ärtväxter. Inga underarter finns listade i Catalogue of Life.